# Dinjiška
Dinjiška – wieś w Chorwacji, w żupanii zadarskiej, w mieście Pag. W 2011 roku liczyła 137 mieszkańców.